# О-Бан
34°54′25″ пд. ш. 138°36′46″ сх. д. / 34.90696° пд. ш. 138.61271° сх. д.
О-бан — найдовша високошвидкісна траса направлюваного автобуса у світі, яка розташована в місті Аделаїда (Австралія). Була розроблена концерном Daimler-Benz з метою уникнути заторів для використання у трамвайних тунелях німецького міста Ессен. Траса була запущена в 1986 році для передмістя, що швидко зростало. Конструкція О-бан є унікальною системою громадського транспорту, де поєднуються елементи автобуса і залізниці.

## Технічні характеристики

### Лінія
- Довжина траси – 12 км;
- Кількість зупинок – 1;
- Місць пересадок – 2;
- Здатна перевозити до 22 тис пасажирів на день (до 8 млн/рік) при загальній к-сті населення 1 млн 226 тис станом на зараз;
- Максимальна швидкість – 100 км/год;
- Середня швидкість – 60 км/год;
- Вартість проекту – 98 млн австралійських доларів (враховуючи вартість автобуса);
- Покриття – бетон;

### Автобуси
До 2008 р. – M-B о 305, з 2008 р. – Scania.